# ألبرت دورو
ألبرت دورو (بالألبانية: Albert Duro‏) هو لاعب كرة قدم ألباني في مركز قلب الدفاع، ولد في 16 فبراير 1978 في إيلبصان في ألبانيا. شارك مع منتخب ألبانيا لكرة القدم. أما مع النوادي، فقد لعب مع دينامو تيرانا وستيوا بوخارست ونادي تيرانا ونادي تيوتا دورس.

## وصلات خارجية
- ألبرت دورو على موقع قاعدة بيانات كرة القدم.إي يو (الإنجليزية)
- ألبرت دورو على موقع ناشيونال فوتبول تيمز (الإنجليزية)